# Dsjanis Rutenka
Dsjanis Rutenka (belarussisch Дзяніс Рутэнка, russisch Денис Рутенко / Denis Rutenko, englisch Dzianis Rutenka; * 14. Februar 1986 in Minsk, Weißrussische SSR, UdSSR) ist ein ehemaliger belarussischer Handballspieler, der zumeist auf Rechtsaußen eingesetzt wurde. Er ist der jüngere Bruder von Siarhei Rutenka.

## Karriere
Der 1,90 m große und 84 kg schwere Linkshänder begann mit dem Handballspiel in seiner Heimatstadt bei Arkatron Minsk, wo er auch im Europapokal der Pokalsieger 2002/03 debütierte. Am Ende der Saison konnte er die Meisterschaft und den Pokal feiern. In der Spielzeit 2004/05 spielte er in Italien bei AS Conversano. Anschließend wechselte er zum slowenischen Verein RK Slovenj Gradec, mit dem er im EHF-Pokal 2006/07 die 3. Runde erreichte. 2008 kehrte er in seine Heimat zurück zu HC Dinamo Minsk. Mit Dinamo gewann er fünf weitere Meisterschaften und zwei Pokalsiege. International kam er ins Viertelfinale des EHF-Pokal 2011/12 und ins Achtelfinale der EHF Champions League 2012/13. Nach dem Ausfall mehrerer Sponsoren zog sich Minsk im Februar 2014 aus allen Wettbewerben zurück und stellte alle Spieler frei. Rutenka wechselte daraufhin zu Brest GK Meschkow, mit dem er 2014, 2015, 2016, 2017, 2018 und 2019 die Meisterschaft sowie 2014, 2015, 2016, 2017 und 2018 den belarussischen Pokal gewann. Nachdem Rutenka in der Saison 2019/20 für SKA Minsk aufgelaufen war, beendete er seine Karriere.
Mit der belarussischen Nationalmannschaft nahm Dsjanis Rutenka an der Weltmeisterschaft 2013 und der Europameisterschaft 2014 teil. Bisher bestritt er 126 Länderspiele, in denen er 306 Tore erzielte.

## Erfolge
- Belarussischer Meister 2003, 2009, 2010, 2011, 2012, 2013, 2014, 2015, 2016, 2017, 2018 und 2019
- Belarussischer Pokalsieger 2003, 2010, 2013, 2014, 2015, 2016, 2017 und 2018